# Bajram Begaj
Bajram Begaj (Rrogozhinë, 20 marzo 1967) è un generale e politico albanese, eletto il 4 giugno 2022 Presidente della Repubblica Albanese.
È entrato in carica il 24 luglio 2022.
Begaj ha avuto una lunga e fortunata  carriera nell'esercito albanese, e ha servito come 26° capo di stato maggiore generale delle forze armate albanesi dal luglio 2020 al giugno 2022. Sebbene sia politicamente indipendente, il 3 giugno 2022 Begaj è stato ufficialmente nominato dal Partito Socialista al governo come candidato al quarto turno delle elezioni presidenziali del 2022. Dopo aver assunto l'incarico, Begaj è diventato il quinto presidente nella storia dell'Albania ad avere un passato militare, dopo Ahmet Zogu, Ramiz Alia, Alfred Moisiu e Bujar Nishani.

## Biografia

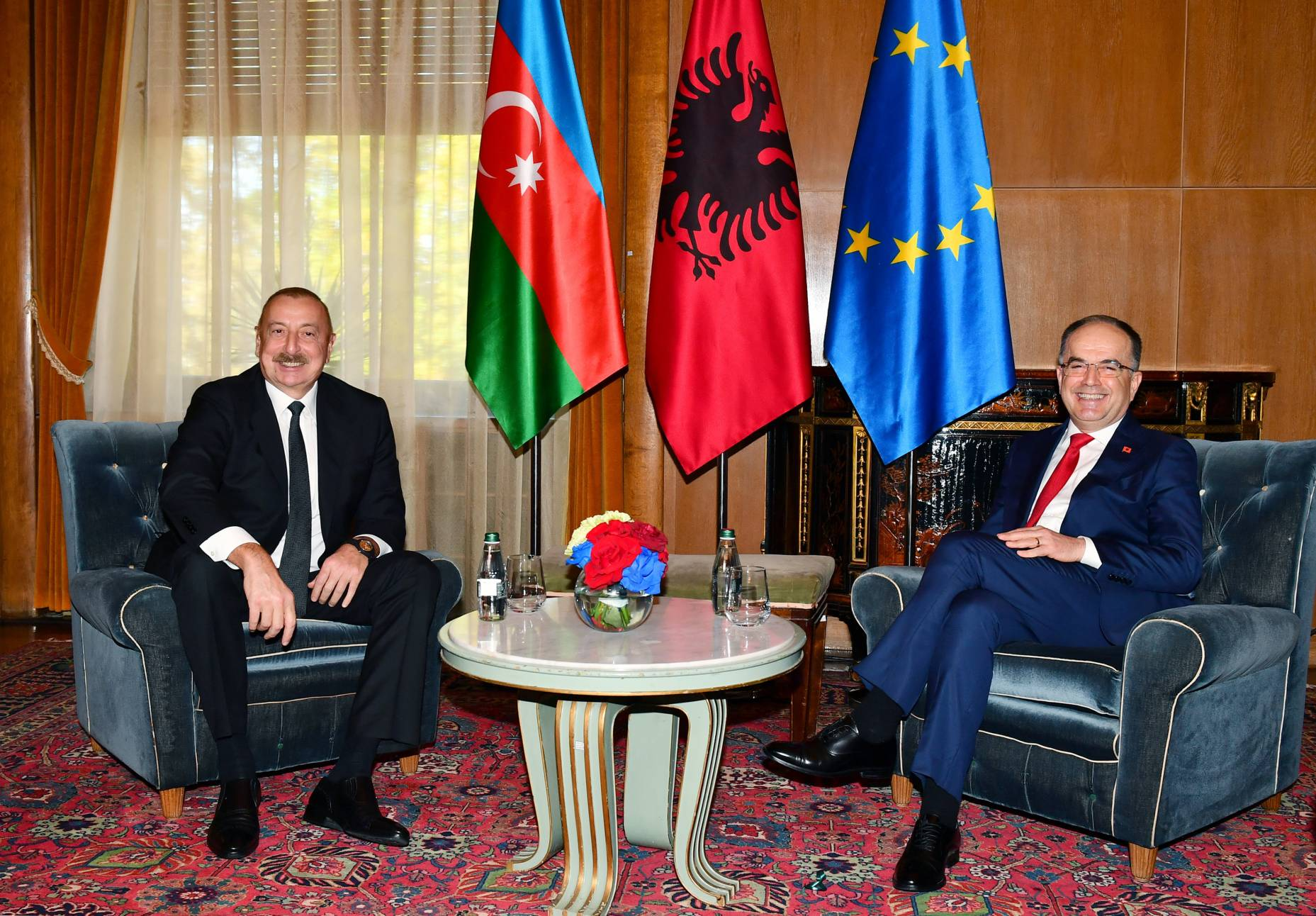
Ilham Aliyev e Bajram Begaj

Begaj è nato il 20 marzo 1967 a Rrogozhinë. Si è laureato alla Facoltà di Medicina di Tirana nel 1989 ed è diventato un ufficiale medico attivo nel 1998. Dopo aver completato il dottorato professionale, detiene il titolo di "Professore associato" in Medicina.
Durante i suoi 31 anni di carriera militare, Begaj ha preso parte a numerosi seminari di formazione e completato corsi di sicurezza e difesa in paesi come Stati Uniti e Grecia.
Begaj in precedenza ha servito come comandante del comando di dottrina e addestramento nelle forze armate albanesi. Ha ricoperto vari altri incarichi tra cui: capo dell'unità medica militare e vicedirettore militare della SUT, direttore dell'ospedale militare e direttore dell'ispettorato sanitario. È stato nominato capo di stato maggiore delle forze armate albanesi nel luglio del 2020 e ha assunto l'incarico alla fine di quel mese.
Begaj è stato eletto dal parlamento albanese per il ruolo di presidente il 4 giugno 2022, con 78 voti a favore, 4 contrari e 1 astensione. 57 deputati dell'opposizione hanno boicottato il voto, sostenendo che il processo di nomina dei candidati era irregolare. È succeduto a Ilir Meta e ha assunto l'incarico il 24 luglio 2022, come ottavo presidente dell'Albania.